# Black Panther: Wakanda Forever - Music from and Inspired By
Black Panther: Wakanda Forever – Music from and Inspired by è l'album contenente la colonna sonora dell'omonimo film pubblicato nel 2022. È stato curato da Ludwig Göransson e presenta diversi collaboratori internazionali tra cui Rihanna, Tems, Jorja Smith, Burna Boy, Stormzy, Future, Fireboy DML, CKay, PinkPantheress e The-Dream. L'album è stato pubblicato da Hollywood Records, Roc Nation e Def Jam Recordings  il 4 novembre 2022. Un album della colonna sonora separato, Black Panther: Wakanda Forever, anch'esso composto da Ludwig Göransson è stato pubblicato l'11 novembre 2022.
Il progetto è stato anticipato dal singolo Lift Me Up, interpretato dalla cantante Rihanna.

## Produzione

### Temi e riferimenti culturali

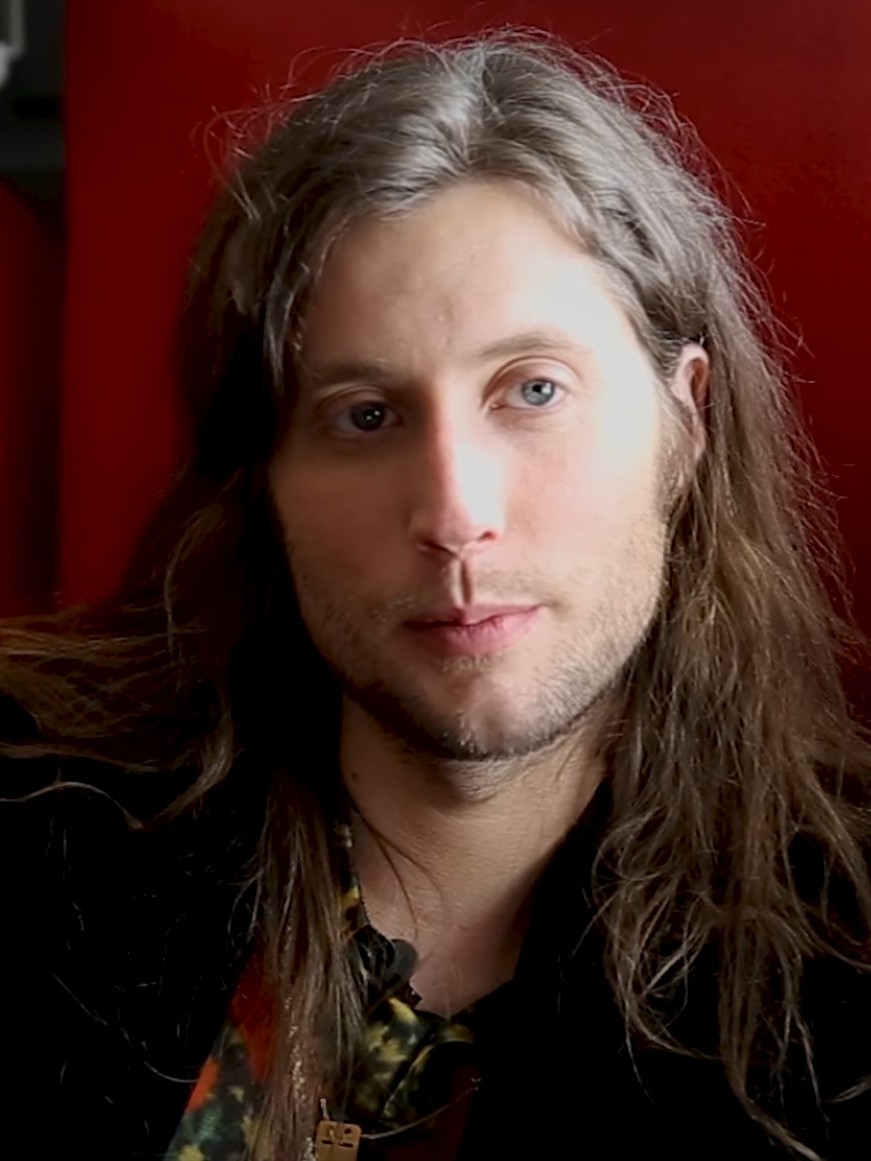
Il compositore e produttore esecutivo della colonna sonora Ludwig Göransson

La trama del film Black Panther: Wakanda Forever è ambientata principalmente nella civiltà sottomarina di Tālocān, che affonda le sue radici nelle culture mesoamerica, nigeriane, oltre che nella cultura fantascientifica wakandiana. Per meglio comprendere ed aderire alle tradizioni musicali prese in considerazione dalla produzione cinematografica, Göransson si è recato a Città del Messico con diversi archeologi esperti in strumentazioni musicali per fare ricerche e ricreare la musica Maya, poiché «la musica tradizionale Maya è stata forzatamente cancellata dal mondo, centinaia di anni fa dai colonizzatori». Nel corso della ricerca sono stati rinvenuti diversi strumenti provenienti dalle tombe, tra cui flauti che presentavano molteplici componenti e impronte digitali che analizzavano il modo in cui lo strumento veniva suonato. Göransson ha raccontato:
(Ludwig Göransson)
Il tema di T'Challa, scritto per il primo film, è stato modificato nel sequel, poiché il regista ha ritenuto che «il significato è lo stesso, ma immerso in un altro personaggio». Un altro nuovo tema è stato scritto per Shuri per sottolineare il processo di dolore e rabbia: «Quando si sente per la prima volta il tema, è cantato da Jorja Smith e nel corso della storia, quel tema si evolve per evocare il tipo di leader che Shuri vuole essere. Assume anche una forma completamente diversa sotto forma di un roboante sintetizzatore». Anche Riri Williams/Iroheart aveva un tema unico: «Lei viene da Chicago, quindi la cultura della città fa parte del suo sound. Sto imparando a conoscere questa città dalla musica molto progressista, compresa la house e l'hip hop, quindi sto solo immergendomi nel suo personaggio».

Il brano Lift Me Up  è stato concepito come un tributo nei confronti del compianto attore Chadwick Boseman, protagonista del primo film della saga di Black Panther, morto il 28 agosto 2020 per un tumore al colon. La cantautrice nigeriana Tems, che ha preso parte alla composizione del brano assieme a Göransson, Ryan Coogler, Muni Long e Rihanna, ha parlato del significato del brano:
(Temilade Openiyi)

## Composizione e registrazione
Göransson ha svolto il ruolo di produttore esecutivo dell'intera colonna sonora, oltre a comporre la partitura, che ha descritto come un «processo senza soluzione di continuità», collaborando con artisti, autori e produttori provenienti da Paesi e influenze musicali differenti, tra cui Rihanna, Tems, Jorja Smith, Burna Boy, Stormzy, Future, The-Dream, Maya Pat Boy, Yaalen K'uj, All Mayan Winik, Fireboy DML, CKay, PinkPantheress. Contemporaneamente Ryan Coogler, non avendo terminato le riprese del film come regista, ha adoperato la sceneggiatura per raccontare e discutere con gli artisti collaboratori, spiegando come l'uso delle canzoni dovevano adattarsi a quella particolare sequenza. Göransson ha parlato del significato del processo creativo alla base della colonna sonora:
(Ludwig Göransson)
Göransson ha trascorso più di 2.500 ore a registrare la colonna sonora e la colonna sonora, coinvolgendo sei studi, in tre continenti e cinque Paesi differenti, coinvolgendo 250 musicisti, due orchestre, due cori e più di 40 cantanti. Durante il periodi di permanenza in Messico di Göransson, è stata registrata per la prima volta la canzone Laayli' kuxa'ano'one, eseguita dai rapper Maya Pat Boy, Yaalen K'uj e All Mayan Winik, successivamente selezionata per i titoli di coda. Un'altra sessione si è tenuta a Lagos, in Nigeria, dove sono state registrate tre canzoni: la cover di No Woman No Cry, eseguita da Tems, Coming Back For You eseguita da Fireboy DML e Anya Mmiri eseguita da CKay con PinkPantheress. Altre registrazioni sono avvenute a Londra e a Los Angeles.

## Promozione

### Singoli
Il 18 ottobre 2022 è stato annunciato che la cantante Rihanna avrebbe interpretato due brani per la colonna sonora del film, una delle quali accreditata per i titoli di coda. Il 26 ottobre 2022 la casa di produzione cinematografica Marvel Studios ha pubblicato attraverso i propri ufficiali su differenti social network un breve filmato in cui il titolo del film Wakanda Forever sfumava nel corso del filmato, portando in evidenza la lettera R in centro al videoclip. Il singolo colonna sonora del brano Lift Me Up è stato pubblicato il 28 ottobre 2022, segnando il primo singolo solista della cantante dopo la pausa discografica dell'ottavo album in studio Anti nel 2016.

## Riconoscimenti
Golden Globe
- 2023 – Candidatura alla miglior miglior canzone originale per Lift Me Up

Hollywood in Music Media Awards
- 2022 – Miglior canzone per un lungometraggio per Lift Me Up
- 2022 – Candidatura alla miglior colonna sonora originale in un film di fantascienza a Ludwig Göransson
- 2022 – Candidatura alla miglior canzone in un trailer per No Woman, No Cry e Alright

## Tracce
Musiche di Ludwig Göransson, eccetto dove indicato.
1. Rihanna – Lift Me Up – 3:16 (testo: Ludwig Göransson, Robyn Fenty, Ryan Coogler, Priscilla Renea Hamilton, Tems)
2. DBN Gogo, Sino Msolo, Kamo Mphela, Young Stunna e Busiswa – Love & Loyalty (Believe) – 6:20 (testo: Elton Ndangi Kimobana, Sino Msolo, DBN Gogo, Kamo Mphela, Busiswa, Young Stunna (ZA) – musica: DBN Gogo, Eltonk SA)
3. Burna Boy – Alone – 3:41 (testo: Burna Boy, Ludwig Göransson, Peace Oredope – musica: P.Priime, Ludwig Göransson)
4. Tems – No Woman, No Cry – 3:33 (testo: Vincent Ford)
5. Mare Advertencia Lirika e Vivir Quintana – Árboles bajo el mar – 4:21 (testo: Ludwig Göransson, Alejandro Néstor Méndez Rojas, Marlene Ramirez Cruz, Viviana Montserrat Quintana Rodríguez)
6. Foudeqush e Ludwig Göransson – Con la brisa – 2:47 (testo: Lamar, Spears, Jorja Smith, Tobias Breuer, Troy Chester)
7. Snow Tha Product e E-40 – La vida – 2:37 (testo: Snow Tha Product, E-40, Gilberto Gutierrez, Gisela ReinaIván Felipe Fernández, Juan Francisco Galván, Octavio Vega, Ludwig Göransson)
8. Stormzy – Interlude – 2:18 (testo: Ludwig Göransson, Stormzy)
9. Fireboy DML – Coming Back for You – 2:56 (testo: Adedamola Adefolahan, Ludwig Göransson, Peace Oredope – musica: P.Priime, Ludwig Göransson)
10. Tobe Nwigwe e Fat Nwigwe – They Want It, but No – 2:37 (testo: Ludwig Göransson, Tobe – musica: Ludwig Göransson, Ngawang Samphel)
11. ADN Maya Colectivo, Pat Boy, Yaalen K'uj e All Mayan Winik – Laayli' kuxa'ano'one – 3:44 (testo: Ludwig Göransson, Antonio de Jesus Chan Guerra, Jesus Cristobal Pat Chable, Roy Elisur Gongora Magaña)
12. OG DayV e Future – Limoncello – 2:34 (testo: David Teel, Future, Noah Coogler – musica: DTB)
13. CKay e PinkPantheress – Anya Mmiri CKay – 3:08 (testo: CKay, John Orji, Ludwig Göransson, Peace Oredope, PinkPantheress – musica: P. Priime, Ludwig Göransson)
14. Bloody Civilian e Rema – Wake Up – 2:42 (testo: Rema, Emoseh Khamofu, Hassan Bello – musica: Civilian, Ludwig Göransson)
15. Alemán, Rema – Pantera – 2:49 (testo: Rema, Alemán, Ludwig Göransson)
16. Busiswa, Gogo, Msolo, Mphela e Stunna – Jele – 3:49 (testo: Busiswa, Matona, Malique China, Radebe, Msimango, Msolo – musica: Gogo, Unlimited Soul)
17. Blue Rojo – Inframundo – 3:11 (testo: Ludwig Göransson, Santiago Ogarrio)
18. Calle x vida, Foudeqush – No digas mi nombre – 3:42 (testo: Ludwig Göransson, Cristian Jesus Bautista Espinoza, Donovan Pérez, Josué Fernandez, Mario Aguilar Millan)
19. Guadalupe de Jesús Chan Poot – Mi pueblox – 2:40 (testo: Guadalupe de Jesús Chan Poot)
20. Rihanna – Born Again – 3:33 (testo: James Fauntleroy, Ludwig Göransson, Robyn Fenty, The-Dream – musica: Ludwig Göransson, The-Dream)

## Classifiche
| Classifica (2022)         | Posizione massima |
| ------------------------- | ----------------- |
| Australia                 | 79                |
| Austria                   | 38                |
| Belgio (Fiandre)          | 50                |
| Belgio (Vallonia)         | 40                |
| Canada                    | 51                |
| Danimarca                 | 27                |
| Francia                   | 47                |
| Germania                  | 73                |
| Irlanda (compilation)     | 2                 |
| Norvegia                  | 13                |
| Nuova Zelanda             | 17                |
| Paesi Bassi               | 23                |
| Regno Unito (compilation) | 3                 |
| Spagna                    | 47                |
| Stati Uniti               | 62                |
| Svezia                    | 33                |
| Svizzera                  | 31                |